# Домовая змея-аврора
Домо́вая змея́-авро́ра (лат. Lamprophis aurora) — неядовитая змея из семейства Lamprophiidae.

## Описание
Общая длина колеблется от 40 до 60 см, редко достигая 90 см. Голова округлая, туловище с гладкой чешуёй.
Окраска взрослых змей от коричневого до оливково-зелёной со спинной стороны, жёлто-коричневая с боков и жёлтая или белая с брюшной стороны. Вдоль спины проходит характерная тонкая жёлтая или оранжевая полоса. Молодые особи яркие, с бело-зелёными крапинками на каждой чешуйке и рельефной оранжевой полосой.

## Распространение
Эндемик Южной Африки. Обитает в Южно-Африканской Республике, Лесото и Эсватини. Есть изолированная находка из Серове (Ботсвана).

## Образ жизни
Предпочитает влажные саванны, низинные леса и финбош. Часто встречаются около текущих водоёмов, где прячется под камнями и в старых термитниках. Практически всю жизнь проводит на земле. Активна ночью. Питается мелкими млекопитающими (особенно детёнышей, но может сдавливать взрослых, обхватывая их), лягушками и ящерицами.
Это яйцекладущая змея. Самка откладывает 8—12 яиц. Молодые змейки появляются через 60 дней длиной до 20 см.